# Nigel Kneale
Nigel Kneale (18 de abril de 1922 - 29 de octubre de 2006) fue un escritor manés que trabajó mayoritariamente en el Reino Unido. Activo en televisión, cine, radioteatro y prosa, escribió profesionalmente durante más de cincuenta años, fue el ganador del Premio Somerset Maugham en 1950 y estuvo nominado en dos ocasiones al BAFTA al mejor guion de película británica.
Predominantemente, Kneale fue un escritor de suspense que usaba elementos de ciencia ficción y terror y es más conocido como el creador del personaje de Bernard Quatermass. El personaje fue un heroico científico que apareció en varias producciones de televisión, cine y radio escritas por Kneale para la BBC, Hammer Productions y Thames Television entre 1953 y 1996. Kneale escribió guiones originales además de adaptar exitosamente trabajos de escritores como George Orwell, John Osborne, H. G. Wells y Susan Hill.
Kneale trabajó en su mayoría para televisión, uniéndose a BBC Television en 1951 como uno de sus primeros guionistas permanentes. El último guion que escribió se transmitió en ITV en 1997. Kneale escribió dramas televisivos populares como The Year of the Sex Olympics (1968) y The Stone Tape (1972) además de la saga Quatermass. Se lo ha descrito como «uno de los escritores más influyentes del siglo XX» y como "el inventor de la televisión popular."

## Primeros años y carrera
Kneale nació como Thomas Nigel Kneale en Barrow-in-Furness (Inglaterra). Su familia provenía de la isla de Man y regresaron allí en 1928, cuando Kneale tenía seis años. Fue criado en la capital de la isla, Douglas, donde su padre era el dueño y editor del periódico local The Herald. Kneale estudió en la St Ninian's High School y entrenó para convertirse un abogado. También trabajó en la oficina de un abogado, pero se aburrió con los temas jurídicos y abandonó la profesión. Al inicio de la Segunda Guerra Mundial Kneale trató de unirse al Ejército Británico, pero fue rechazado por no ser médicamente apto para el servicio debido a la fotofobia que había padecido desde su infancia.
El 25 de marzo de 1946 Kneale hizo su primera transmisión en BBC Radio, realizando una lectura en vivo de su cuento Tomato Cain en el espacio titulado Stories by Northern Authors en el BBC Home Service para el norte de Inglaterra. Ese mismo año, abandonó la isla de Man y se mudó a Londres, donde comenzó a estudiar actuación en la Royal Academy of Dramatic Art (RADA). Además realizó otras transmisiones radiofónicas en los años 1940, incluyendo la lectura de su cuento Zachary Crebbin's Angel en BBC Light Programme, transmitido nacionalmente el 19 de mayo de 1948. Varios de sus cuentos fueron publicados en revistas como Argosy y The Strand Magazine. Empezó a usar el nombre "Nigel Kneale" para estos créditos, pero continuó siendo llamado "Tom" por su familia y amigos hasta su muerte.
Tras graduarse de la RADA, Kneale trabajó por un corto periodo de tiempo como actor profesional en papeles pequeños en el Stratford Memorial Theatre en Stratford-upon-Avon. Continuó escribiendo en su tiempo libre y en 1949 se publicó una recopilación de sus trabajos, Tomato Cain and Other Stories. El libro impresionó lo suficiente a la escritora Elizabeth Bowen como para escribir su prólogo y la colección obtuvo el Somerset Maugham Award en 1950.
Luego de este éxito, Kneale abandonó la actuación para dedicarse a escribir a tiempo completo. Él realizó algunos roles pequeños como narrador en algunas de sus producciones televisivas en los años 1950 como la voz oída en el altavoz de la fábrica en Quatermass II (1955), para la que también narró la mayoría de los resúmenes mostrados al inicio de cada episodio. El publicista de Kneale estaba deseoso de que él escribiera una novela, pero Kneale estaba más interesado en escribir para televisión. Siendo un ávido cinéfilo, Kneale creía que el hecho de que la audiencia pudiera ver caras humanas era un factor importante en la narración.
Su primer crédito como guionistas fue el radioteatro The Long Stairs, transmitido por la BBC el 1 de marzo de 1950 y basado en un desastre minero en la Isla de Man. En 1951 fue contratado como uno de los primeros escritores permanentes empleado por BBC Television; antes de empezar a trabajar para la BBC, Kneale no había visto nunca televisión. Kneale fue inicialmente un escritor con varios propósitos, trabajando en adaptaciones de libros y obras de teatro así como escribiendo material para programas infantiles y programas de entretenimiento ligero. Al año siguiente, Michael Barry se convirtió en Jefe del Departamento de Drama en BBC Television y gastó su presupuesto anual para guiones de £250 en contratar a Kneale como un escritor a tiempo completo para el departamento. El primer trabajo de Kneale para drama televisivo de adultos fue proporcionar "diálogo adicional" a la obra Arrow to the Heart, transmitida el 20 de julio de 1952. La obra fue adaptada y dirigida por el director de televisión austriaco Rudolph Cartier, quien también se unió al Departamento de Drama de la BBC en 1952. Fue el inicio de una fructífera relación profesional entre ambos, la cual llevaría a la creación de los trabajos más conocidos de Kneale.

## Guionista en la BBC
Ni Kneale ni Cartier se sintieron demasiado impresionados con el estado en que encontraron el drama televisivo de la BBC. En su entrevista de trabajo con Michael Barry, Cartier criticó el resultado del departamento como muy desapasionado y teatral, Kneale, por su parte, se sintió frustrado con lo que vio como los estilos aburridos y lentos de la producción de drama televisivo empleados entonces, que le pareció desperdiciaban el potencial del medio. Juntos ayudarían a revolucionar el drama televisivo británico y a establecerlo como una identidad separada de sus equivalentes teatrales y radiofónicos; la historiador televisivo Lez Cooke escribió en 2003 que: «En conjunto, Kneale y Cartier fueron responsables de introducir una dimensión completamente nueva al drama de televisión a mediados de los años 1950.» Jason Jacobs, un catedrático en estudios televisivos y cinematográficos en la Universidad de Warwick, escribió en su libro de 2000 acerca de los inicios del drama televisivo británico que «fue la llegada de Nigel Kneale... y Rudolph Cartier... lo que retó directamente el drama íntimo... Kneale y Cartier compartían un deseo común de fortalecer la televisión con un tempo más rápido, una temática y espacios más amplios, y no fue por coincidencia que recurrieran a la ciencia ficción para desplazar la tendencia estilística dominante de la intimidad televisiva».
La producción de ciencia ficción a la que se refiere Jacobs es The Quatermass Experiment, transmitida en seis episodios de media hora en julio y agosto de 1953. El programa contaba la historia del profesor Bernard Quatermass del Grupo Británico de Cohetes Experimentales y las consecuencias del envío de la primera misión tripulada al espacio cuando un horrible destino cae sobre la tripulación y solo un miembro regresa con vida. The Quatermass Experiment fue la primera producción televisiva de ciencia ficción para adultos y mantuvo un gran audiencia durante sus seis semanas. Kneale fue inspirado para elegir el inusual nombre del personaje por el hecho de que la mayoría de los nombres maneses comienzan con "Qu"; el nombre fue elegido de una guía telefónica de Londres. El nombre de pila del Profesor fue elegido en honor al astrónomo Bernard Lovell.
La BBC reconoció el éxito del programa, particularmente en el contexto de impedir la llegada de la televisión comercial al Reino Unido. El Controlador de Programas de la BBC, Cecil McGivern, escribió en un memorando que «si la televisión competitiva hubiera existido entonces, hubiéramos dominado cada noche de sábado mientras The Quatermass Experiment durara. Vamos a necesitar muchos más programas como The Quatermass Experiment». Al igual que la mayoría del trabajo televisivo de Kneale para la BBC en los años 1950, The Quatermass Experiment fue transmitido en vivo. Solo los dos primeros episodios fueron grabados y permanecen en los archivos de la BBC.
Las siguientes colaboraciones de Kneale y Cartier fueron una adaptación de Cumbres Borrascosas (transmitida el 6 de diciembre de 1954) y una adaptación de la novela de George Orwell 1984, titulada Nineteen Eighty-Four (12 de diciembre de 1954). Nineteen Eighty-Four fue una producción notable; muchas la encontraron impactante y suscitó varias preguntas en la Cámara de Comunes acerca de varias escenas y si estas eran apropiadas para la televisión. También hubo apoyo importante para la obra; el Duque de Edimburgo reveló que la Reina había visto y disfrutado el programa y la segunda presentación el 16 de diciembre obtuvo la mayor audiencia televisiva desde su coronación el año anterior. El obituario de Kneale en The Guardian en 2006 consideró que la adaptación había «revivido la reputación de Orwell permanentemente», mientras que el British Film Institute la incluyó en la lista de los 100 mejores programas televisivos británicos del siglo XX publicada en 2000.
The Creature, un guion original de Kneale acerca de la leyenda del abominable hombre de las nieves, fue su siguiente colaboración con Cartier, transmitida el 30 de enero de 1955, seguido por una adaptación de la obra de Peter Ustinov The Moment of Truth (10 de marzo de 1955), antes de ser encomendado con la escritura de Quatermass II Diseñado especialmente por la BBC para combatir la amenaza de la nueva cadena ITV, lanzada un mes antes de la transmisión de Quatermass II el programa fue mucho más exitoso que el primero, atrayendo audiencias de más de nueve millones de televidentes. Kneale fue inspirado para escribir el guion por miedos contemporáneos sobre instalaciones secretas de investigación del Ministerio de Defensa del Reino Unido tales como Porton Down, así como por el hecho de que, al ser guionista de la BBC, tuvo que firmar el Acta de Secretos Oficiales.
Casi simultáneamente con la transmisión de Quatermass II en el otoño de 1955, Hammer Productions lanzó El experimento del doctor Quatermass, su primera adaptación cinematográfica de la saga. Kneale no quedó complacido con el filme y le disgustó particularmente la elección de Brian Donlevy como Quatermass, como explicó en una entrevista de 1986: «[Donlevy] estaba en terreno resbaladizo y no le preocupaba lo que hiciera. No tenía interés en la realización de los filmes o en la interpretación. Fue un caso de tomar el dinero y correr. O en el caso de Donlevy, caminar tambaleándose.»
Quatermass II fue el último guion de Kneale para la BBC como escritor a tiempo completo. Después abandonó la corporación cuando su contrato expiró a finales de 1956. «Cinco años en esa choza es más de lo que cualquier persona cuerda puede aguantar», diría posteriormente en una entrevista. Kneale continuó trabajando para la BBC como freelancer.

## Trabajador freelance de cine y televisión
El mismo año que abandonó la BBC, Kneale escribió su primer guion cinematográfico, adaptando Quatermass II para Hammer Productions junto al productor Anthony Hinds y el director Val Guest. Hinds y Guest habían trabajado en el primer filme de Quatermass, en el que Kneale no pudo participar debido a su contrato con la BBC. Kneale quedó bastante desilusionado con la reaparición de Brian Donlevy en el rol de Quatermass. El filme fue estrenado a finales de mayo de 1957 y fue criticado positivamente en The Times: «Entre el escritor original de la historia, Nigel Kneale, y el director, Val Guest, mantienen el movimiento a la velocidad adecuada, sin digresiones. El filme tiene un aire de respeto por las situaciones que toca y esta impresión es confirmada por la actuación en general.» En 1957 también se lanzó otra colaboración cinematográfica entre Kneale y Guest, The Abominable Snowman, en la cual Kneale adaptó su obra de 1955 The Creature. En este caso, Hammer Productions retuvo a la estrella de la versión de la BBC, Peter Cushing.
En mayo de 1957, Kneale fue contratado por la BBC para escribir la tercera serie de Quatermass, la cual sería transmitida como Quatermass and the Pit durante seis semanas entre diciembre de 1958 y enero de 1959. En esta ocasión Kneale fue inspirado por las tensiones raciales que habían sucedido recientemente en el Reino Unido y que fueron claramente evidentes durante la preproducción cuando los disturbios raciales de Nothing Hill tuvieron lugar en agosto y septiembre de 1958. Logrando atraer a más de un millón de televidentes, Quatermass and the Pit es referenciada en el propio sitio web de la BBc como "simplemente la obra más fina que la BBC ha hecho jamás." También fue incluida en la lista de los 100 mejores programas televisivos británicos del siglo XX del British Film Institute, donde fue alabada por los temas y subtextos que exploró. "En una historia que mina la mitología y el folclore... el programa ataca los serios temas de la hostilidad natural del hombre y la perversión militar de la ciencia para sus propios fines.
A pesar del éxito de la serie, Kneale sintió que había llevado el personaje de Quatermass tan lejos como podía. "No quería seguir repitiendo porque el profesor Quatermass ya había salvado al mundo de la destrucción final en tres ocasiones y eso me parecía suficiente," dijo en 1986. También fue su última colaboración con Rudolph Cartier, aunque el director realizó una nueva versión de la adaptación de 1953 de Kneale de Cumbres Borrascosas en 1962 para la BBC.
En 1958, la obra de Kneale  Mrs Wickens in the Fall, transmitida por la BBC el año anterior, fue rehecha por la CBS en los Estados Unidos, siendo titulada The Littlest Enemy. Transmitida el 18 de junio como parte de serie de antología The United States Steel Hour, el guion fue recortado severamente en longitud. Fue la única participación de Kneale en la televisión estadounidense y no estuvo feliz con el resultado. "Decidí no volver a tener nada que ver con una cadena televisiva en Estados Unidos," comentó más tarde.
Durante los años siguientes Kneale se concentró principalmente en guiones cinematográficos, adaptando obras de teatro y novelas para el cine. Descrito por The Independent como "uno de los pocos escritores no enemistados con John Osborne," Kneale adaptó las obras de Osborne Look Back in Anger y The Entertainer en 1958 y 1960 respectivamente, ambas para el director Tony Richardson. Kneale conocía a Richardson con anterioridad, ya que había adaptado un cuento de Antón Chéjov para la BBC, el cual fue dirigido por Richardson. Kneale fue nominado para el British Film Award (más tarde conocido como Premio BAFTA) al mejor guion por ambos filmes. El productor cinematográfico Harry Saltzman, quien había producido las dos adaptaciones de Osborne, se acercó a Kneale con la oferta de adaptar las novelas de James Bond de Ian Fleming al cine; Kneale no era un admirador del trabajo de Fleming, por lo que rechazó la oferta. Otras adaptaciones realizadas por Kneale fueron H.M.S. Defiant (1962, de la novela Mutiny de Frank Tilsley) y First Men in the Moon (1964, de la novela del mismo nombre de H. G. Wells).
Menos exitoso durante este periodo, Kneale completó guiones para adaptaciones de las novelas El señor de las moscas de William Golding y Un mundo feliz de Aldous Huxley. Ninguno de estos guiones fue producido, ya que las compañías que los iban a realizar quebraron - Kneale comentó en una entrevista en 2003 que "reconozco que cerré al menos dos compañías cinematográficas." Otro guion que no fue producido fue un drama original de Kneale titulado The Big Giggle o The Big, Big Giggle acerca de una ola de adolescentes suicidas. Escrita en 1965 mientras Kneale sufría de una misteriosa enfermedad que lo forzó a estar en cama durante un largo periodo, la idea comenzó como una serie dramática para la BBC, pero la corporación la rechazó debido a la naturaleza del argumento y la posibilidad de suicidas copiones. Kneale aceptó más tarde que ellos hicieron lo correcto al no realizar el guion para televisión. La producción casi fue hecha una película por 20th Century Fox, pero John Trevelyan, Jefe Ejecutivo de la British Board of Film Classification, prohibió la producción del guion.
En 1966, Kneale trabajó de nuevo para Hammer Film Productions cuando adaptó la novela de 1960 de Norah Lofts The Devil's Own en la película de horror The Witches. Kneale había trabajado inicialmente en el guion para la adaptación en 1961, el mismo año en que empezó a adaptar Quatermass and the Pit para Hammer Productions. Al igual que The Witches, la versión cinematográfica de Quatermass and the Pit tuvo que esperar varios años antes de llegar a las pantallas, siendo lanzada en 1967. La adaptación fue dirigida por Roy Ward Baker y protagonizada por Andrew Keir como Quatermass. Kneale estuvo mucho más satisfecho con esta versión que con las adaptaciones previas de Quatermass hechas por Hammer Productions y el filme fue descrito por The Independent en 2006 como "una de las mejores producciones jamás hechas por Hammer." Quatermass and the Pit fue el último crédito cinematográfico de Kneale; The Quatermass Conclusion (1979) fue lanzada solo en cines en mercados internacionales luego de haber sido hecha para televisión en el Reino Unido y él solicitó que su nombre fuera removido de los créditos de Halloween III: Season of the Witch (1982).
Kneale regresó a escribir para televisión con la BBC por primera vez desde Quatermass and the Pit cuando su obra The Road fue transmitida en septiembre de 1963. La obra narraba la situación de una villa del siglo XVIII que es perseguida por visiones de una futura guerra nuclear y fue seguida por varios dramas para la BBC durante la década siguiente, incluyendo dos entradas en el espacio The Wednesday Play de BBC One. Durante este periodo fue considerado como uno de los escritores más finos trabajando para la BBC. Kneale realizó su primer trabajo para ITV durante esta época, cuando escribió la obra The Crunch para la compañía Associated British Corporation en 1964.
Un éxito partícula de crítica fue The Year of the Sex Olympics, transmitido como parte de la serie Theatre 625 de BBC Two en julio de 1968. El primer trabajo de televisión a color de Kneale, a pesar de que en la actualidad solo se conserva una copia en blanco y negro, la historia se basa en un futuro donde la mayoría de la población se conserva en un estado de docilidad con constantes transmisiones de pornografía y otros programas de telerrealidad de bajo contenido cultural. The Live Life Show, un programa en el cual una familia es observada las veinticuatro horas del día mientras trata de sobrevivir en una isla rural aislada, se convierte en un éxito, especialmente cuando un asesino es enviado a la isla.
The Year of the Sex Olympics ha sido alabado por predecir la aparición de programas de telerrealidad como Big Brother y Love Island. La crítica Nancy Banks-Smith escribió en 2003 que: "En The Year of the Sex Olympics, [Kneale] predice la telerrealidad y, en el desorden para mayor sensación, su resultado lógico... El programa es una sátira hecha por alguien dentro de la televisión, pero se transforma en algo más desolado y desorientador." Las escenas de la isla para la producción fueron filmadas en la Isla de Man, lugar de origen de Kneale.
En 1965, el productor de la serie de ciencia ficción de BBC Two Out of the Unknown se acercó a Kneale para sugerirle la posibilidad de escribir una historia de Quatermass de 75 minutos para el programa. Aunque el proyecto no se llegó a realizar, siete años más tarde Kneale fue comisionado por la BBC para escribir una nueva serie de cuatro episodio de Quatermass, basada en un futuro cercano distópico controlado con crimen, apatía, ley marcial y sectas de jóvenes. La serie fue anunciada como una producción futura por la BBC en noviembre de 1972 y algunas escenas modelo fueron filmadas en junio de 1973, pero eventualmente problemas presupuestarios y la inhabilidad de usar Stonehenge, una de las ubicaciones principales en el guion, provocó la cancelación del proyecto. "Se mantuvo durante el verano y lentamente murió como un proyecto," comentó Kneale más tarde.
El siguiente guion de Kneale para la BBC fue The Stone Tape, una historia de terror científica transmitida el día de Navidad de 1972. Lez Cooke alabó la producción en 2003, llamándola "uno de los más imaginativos e inteligentes ejemplos del género de terror que aparecería en la televisión británica, una sola obra que se iguala a los mejor de Play for Today." Su último trabajo con la BBC fue una entrada en la serie Bedtime Stories, adaptando cuentos de hadas en dramas de adultos. El guion de Kneale, Jack and the Beanstalk, fue transmitido el 24 de marzo de 1974 y marcó el final de su carrera con la BBC.

## ITV y Hollywood
El resto del trabajo televisivo de Kneale fue como escritor para ITV. Su primer guion para ITV fue la obra Murrain, realizada por la franquicia de la cadena en Midlands, Associated TeleVision (ATV), en 1975. La obra, una pieza de horror basada en brujería, llevó a la realización de la serie Beasts el año siguiente, una antología de seis partes donde Kneale creó seis diferentes cuentos de horror. Beasts no obtuvo una transmisión completa en ITV; los episodios fueron transmitidos en regiones y horarios diferentes y algunas veces en secuencias diferentes.
A mediados de los años 1970, Kneale realizó su único intento de escribir una obra de teatro. Titulada Crow, se basó en las memorias del capitán manés traficante de esclavos Hugh Crow. Kneale no fue capaz de encontrar soporte para producir la obra para teatro, pero vendió el guion a ATV, quienes lo pusieron en preproducción para televisión. Sin embargo, la filmación fue cancelada por orden del dueño de ATV, Lew Grade; Kneale nunca conoció la razón.
Luego de la cancelación de Crow, Kneale empezó a trabajar para otra de las compañías de ITV, Thames Television, la cual encargó la producción de los guiones que Kneale había realizado para la cuarta serie de Quatermass a la compañía cinematográfica subsidiaria Euston Films. La producción fue estructurada para ser transmitida como una serie de cuatro episodios en el Reino Unido y como una versión cinematográfica de 100 minutos en cines en mercados internacionales, algo que Kneale lamentó haber aceptado más tarde. Protagonizada por John Mills como Quatermass y con un presupuesto de más de £1 millón, más de cincuenta veces el presupuesto de Quatermass and the Pit en 1958, la serie no tuvo el mismo éxito de crítica que sus predecesoras. "Temáticamente no menos asombrosa que los trabajos anteriores de ciencia ficción de Kneale para BBC Television, su debut en ITV solo ha sido un 'más o menos'", fue el veredicto de The Times luego de ver el episodio final. Junto con la serie, Kneale regresó a la prosa cuando escribió su única novela, Quatermass, una novelización de la serie.
El siguiente proyecto televisivo de Kneale fue una excepción a su estilo usual, Kinvig, su único intento de escribir una sitcom, producida por London Weekend Television y transmitida en ITV en el otoño de 1981. Aunque fue su primera comedia, Kneale siempre aceptó que había elementos de humor en sus guiones y alguna de las reacciones de la prensa a Kinvig fue positiva. "Si a usted le gusta la idea de Guía del autoestopista galáctico pero encontró su realización cansadamente histérica, usted puede preferir la mentalidad de Kneale. Reparto espléndido, dirección habilidosa," fue la crítica de The Times del primer episodio. Sin embargo, la serie no fue un éxito, aunque Kneale estuvo complacido con ella.
En 1982, Kneale realizó otro trabajo poco usual con su estilo cuando escribió su único guion cinematográfico producido en Hollywood, Halloween III: Season of the Witch. El director John Landis se había acercado a Kneale para trabajar en un guion para un remake de Creature from the Black Lagoon y él y su esposa pasaron algún tiempo en el Hotel Sheraton mientras Kneale trabajaba en el proyecto. El guion de Creature from the Black Lagoon nunca se produjo, pero mientras se encontraba en los Estados Unidos, Kneale conoció al director Joe Dante, quien lo invitó a escribir un guion para el tercer filme de la saga Halloween, en el cual Dante estaba trabajando. Kneale aceptó, con la condición de que sería un concepto totalmente nuevo, no relacionado con los dos filmes anteriores, los cuales él no había visto pero no le gustaba lo que había escuchado de ellos.
El boceto de Kneale para el filme fue aprobado por John Carpenter, el productor de la saga Halloween, a pesar de que Kneale tuvo que escribir el guion en solo seis semanas. Kneale tuvo una buena relación con el director asignado al filme, Tommy Lee Wallace, pero cuando uno de los productores del filme, Dino De Laurentiis, insistió en la adición de más violencia gráfica y la reescritura del guion por parte de Wallace; Kneale no quedó complacido con los resultados y pidió que su nombre fuera eliminado de los créditos.
Volvió a escribir guiones para la televisión británica, incluyendo una adaptación en 1989 de la novela de Susan Hill The Woman in Black, que sería transmitida por ITV en Nochebuena. Lynne Truss, criticando una retransmisión de la producción en Channel 4 para The Times en 1994, escribió que: "Clip-clop no es usualmente un sonido para deprimirse. Pero sería interesante probar, hoy, de ir detrás de la gente y murmurar 'clip-clop' para descubrir si ellos vieron o no The Woman in Black anoche. Los que tomaron la valiente decisión de ver esta excelente trama responderán a cualquier 'clip-clop' saltando en el aire satisfactoriamente y agarrándose el cuello. La adaptación casi no fue realizada; Kneale había escrito el guion en diez días pero su agente le aconsejó no esperar un poco antes de enviar el guion a los productores de Central Independent Television, para que no pensaran que se había apresurado. Cuando envió el guion tres semanas más tarde, descubrió que la cadena había estado a punto de cancelar la producción, ya que habían asumido que Kneale, quien para entonces tenías 67 años, no había sido capaz de completar el trabajo debido a su edad.
A Susan Hill no le agradaron algunos de los cambios que Kneale realizó a The Woman in Black. Se ha observado que Kneale, en algunas ocasiones, operaba un papel doble con las adaptaciones; siendo infeliz cuando otros hacían cambios a sus historias, pero indiferente a hacer cambios a historias que él adaptaba a guiones. Refiriéndose a la adaptación de The Woman in Black, el escritor y crítico Kim Newman escribió que: "Él estaba muy ofendido con la noción de Susan Hill tomando el nombre de Kipps de H.G. Wells como el héroe de The Woman in Black, por lo que decidió no usarlo y cambiar el nombre a Kidd. Estoy seguro de que si alguien pensara que Quatermass es un nombre ridículo y lo cambiara, ¡él se pondría furioso!" Sin embargo, una adaptación que él escribió en 1991, una versión de cuatro partes de la novela de Kingsley Amis Stanley and the Woman, recibió aprobación del autor original, ya que Amis la consideró la más exitosa adaptación de cualquiera de sus trabajos.
Kneale también adaptó Sharpe's Gold para ITV en 1995, como parte de la serie de adaptaciones de las novelas de Bernard Cornwell Sharpe. Este fue una tarea que sorprendió a su agente: "No pensamos que fuera a preocuparse por ellas, pero lo hizo. Tal vez fue por eso que le gustó el productor." Él volvió a escribir para radio por primera vez desde los años 1950 en 1996, cuando escribió el docudrama The Quatermass Memoirs para BBC Radio 3. Parcialmente compuesta de Kneale describiendo los eventos que lo llevaron a escribir las tres series originales de Quatermass y usando algún material de archivo, también poseía una parte dramatizada, ambientada justo antes de la serie Quatermass de ITV y protagonizada por Andrew Keir, estrella de la versión cinematográfica de Quatermass and the Pit.
Mientras grababa un comentario para esa película en 1997, Kneale especula acerca de la posibilidad de una precuela de Quatermass ambientada en Alemania de los años 1930. De acuerdo con The Independent, Kneale concibió una historia que contaba como el joven Quatermass participaba en experimentos alemanes de cohete en los años 1930 y como ayudó a una mujer judía a escapar del país durante los Juegos Olímpicos de Berlín 1936.
Kneale fue invitado a escribir para la exitosa serie estadounidense de ciencia ficción The X-Files durante los años 1990, pero declinó la oferta. Su último trabajo profesional fue un episodio para el drama legal de ITV Kavanagh QC, protagonizado por John Thaw. El episodio de Kneale, "Ancient History", era acerca de una mujer judía que, durante la Segunda Guerra Mundial, había sido sometida a horribles experimentos en un campo de concentración. Transmitido el 17 de enero de 1997 y considerado uno de los episodios más finos del programa, Puso fin a la carrera de escritor de Kneale luego de más de cincuenta años.
Kneale continuó apareciendo como entrevistado en varios documentales televisivos y también grabó varios comentarios para el lanzamiento de algunas de sus producciones en DVD. En 2005, actuó como un consultor cuando el canal de televisión digital BBC Four produjo un remake en vivo de The Quatermass Experiment. Él vivió en Barnes (Londres) hasta su muerte el 29 de octubre de 2006 a la edad de 84, luego de una serie de accidentes cerebrovasculares.
El escritor y actor Mark Gatiss, en el tributo a Kneale en BBC News Online poco después de su muerte, indicó que él estaba entre los mejores escritores televisivos británicos, pero que esto había sido ignorado. "Él estaba entre los grandes, es tan importante como Dennis Potter, David Mercer, Alan Bleasdale y Alan Bennett, pero creo que, debido a un extraño esnobismo acerca de la ciencia ficción, esto nunca fue de esa manera." Similarmente, su obituario en The Guardian establecía que: 

Kneale no fue, por todos los medios, el único autor que ha sido largamente desperdiciado por la televisión y que ha visto su estatus tomado por escritores fracasados de seriales. Pero su lugar está asegurado, junto a Wells, Arthur C. Clarke, John Wyndham y Brian W. Aldiss, como uno de los mejores, más excitantes y compasivos escritores ingleses de ciencia ficción de su siglo.

Escribiendo acerca de The Year of the Sex Olympics en 2003, Nancy Banks-Smith sintió que Kneale era uno de los pocos escritores de televisión cuyo trabajo era particularmente memorable. 

Una vez, Lord Hailsham, yendo hacia la Cámara de los Lores con su traje de Lord Canciller, vio a un amigo y lo dijo apasionadamente, "¡Neil!" Dicen que todo un grupo de turistas estadounidenses se arrodillaron inmediatamente. Al nombre de Kneale, creo, toda rodilla debería doblarse. ¿Cuánta televisión recuerda de anoche... del año pasado... del último siglo? No mucha. Curiosamente, puedo recordar la primera vez que vi The Year of the Sex Olympics por Nigel Kneale. Fue hace 35 años.

Kneale era admirado por el director de cine John Carpenter, quien estuvo envuelto en la poco exitosa Halloween III escrita por Kneale y además escribió el guion para su película de 1987 Prince of Darkness bajo el seudónimo Martin Quatermass. El escritor de novela de terror Stephen King también ha mencionado a Kneale como una influencia y Kim Newman sugirió en 2003 que King había "más o menos reescrito Quatermass and the Pit en Los Tommyknockers. Otros escritores que han reconocido a Kneale como una influencia en su trabajo incluyen al escritor de cómics Grant Morrison y al guionista televisivo Russell T Davies, quien describe el episodio de Beasts "Baby" como "la cosa más terrorífica que he visto jamás... Algo poderoso." El guionista y director cinematográfico Dan O'Bannon también es un admirador de la obra de Kneale y en 1993 escribió un potencial remake de The Quatermass Experiment, el cual fue aprobado por Kneale, pero el filme nunca fue realizado.
Varias figuras del entretenimiento han expresado públicamente su admiración por el trabajo de Kneale, incluyendo el baterista de The Beatles Ringo Starr, miembros del grupo de rock Pink Floyd y el escritor y actor de Monty Python's Flying Circus Michael Palin.
Kneale nunca se vio a sí mismo como un escritor de ciencia ficción y en varias ocasiones estuvo en contra del género. A él le desagradó particularmente la serie de la BBC Doctor Who, para la cual rechazó la oferta de escribir. "Me pareció una terrible idea y todavía pienso que lo fue," comentó en 1986. "El hecho de que durara tanto tiempo y que tuviera una audiencia regular no significa mucho. También Crossroads tuvo esas características y eso es de baja calidad." Doctor Who fue altamente influenciado por la saga Quatermass, en algunos casos usando historias que eran muy similares a aquellas de Quatermass.

## Familia
A principios de los años 1950 Kneale conoció a su colega guionista en la BBC Judith Kerr, una refugiada judía, en la cafetería de la BBC. Se casaron el 8 de mayo de 1954 y tuvieron dos hijos: Matthew Kneale, quien más tarde se convertiría en un exitoso novelista, y Tacy Kneale, una actriz y diseñadora de efectos especiales que trabajó en la popular serie de filmes de Harry Potter. Kerr se volvió una exitosa escritora infantil con la serie de libros de Mog y con Cuando Hitler robó el conejo rosa, el cual estaba basado en sus propias experiencias cuando escapó de la Alemania Nazi en su niñez. Kneale trabajó con Kerr en una adaptación de Cuando Hitler robó el conejo rosa en los años 1970, pero los posibles realizadores del filme rechazaron su guion. Similarmente, en 1995 Kneale realizó un guion de una adaptación de cuatro partes del libro de Keer A Small Person Far Away, pero tampoco se produjo.
Kneale estuvo orgulloso del éxito de su hijo como escritor. Cuando su novela English Passengers ganó el Premio Whitbread Book en 2005, su padre comentó que: "Mathew es mucho mejor que yo. Yo sólo escribo guiones."
El hermano menor de Kneale fue el renombrado artista y escultor Bryan Kneale, quien fue profesor de Escultura en la Royal Academy de 1982 a 1990. Bryan Kneale pintó las cubiertas de los guiones de Quatermass lanzados por Penguin Books en 1959 y 1960. También fue el responsable por la pintura de una langosta que inspiró a los diseñadores de efectos especiales Bernard Wilkie y Jack Kine para construir las criaturas marcianas de la versión televisiva original de Quatermass and the Pit.